# Битва при Коатите
Битва при Коатите (ит. Battaglia di Coatit) — первое сражение во время Первой итало-эфиопской войны, произошедшее 13 января 1895 года между армиями Италии и Эфиопии на территории нынешней Эритреи. Во главе эфиопской армии стоял тыграйский военачальник Рас Менгеша Йоханнес, итальянскую колониальную армию возглавлял командующий Орест Баратьери.

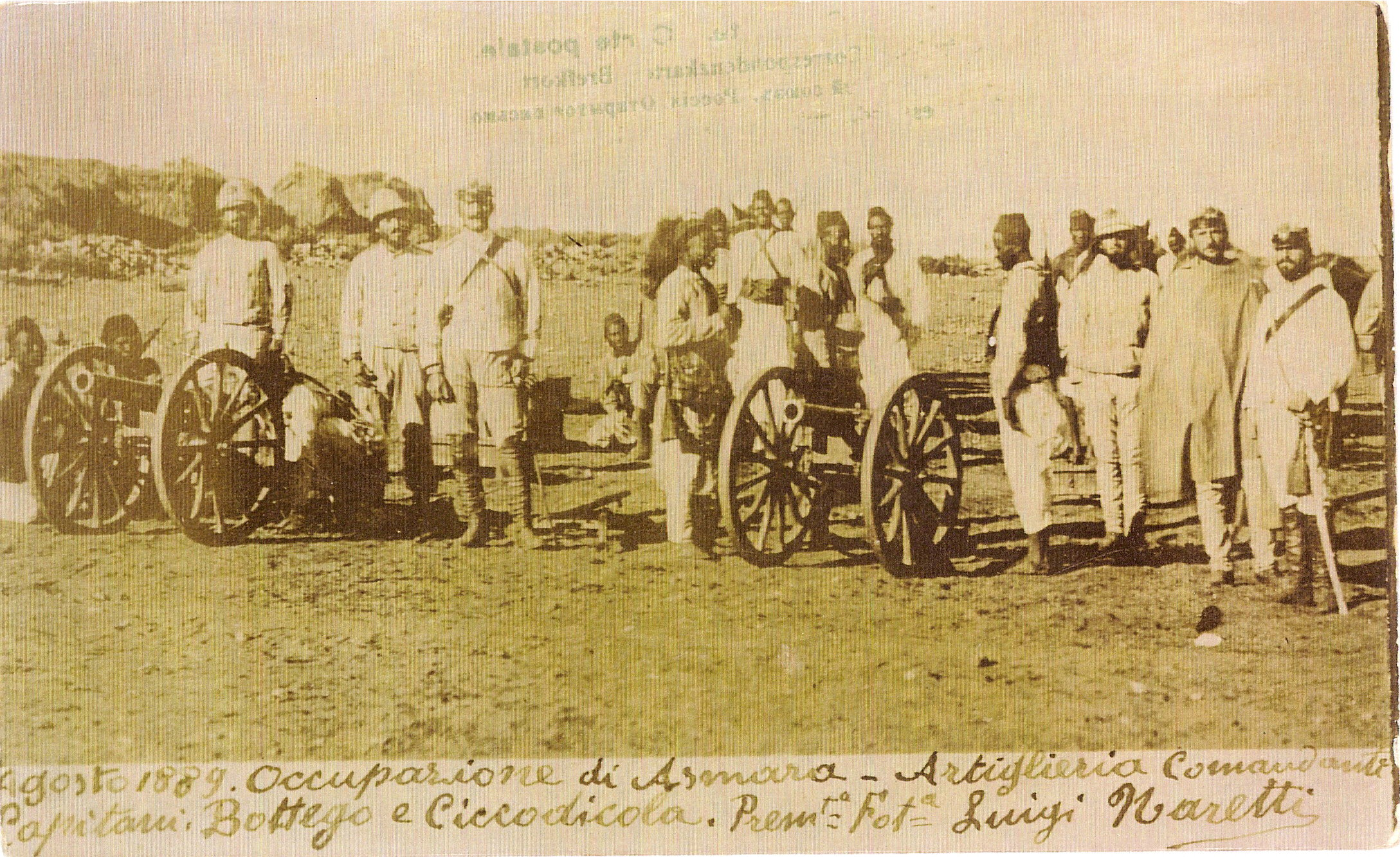
Итальянская колониальная артиллерия

Эфиопия оставалась одной из немногих африканских стран, сумевших сохранить свою независимость. Первоначально итальянцы вошли в Абиссинию и направились к Адуа, который захватили 28 декабря 1894 года. Войска Менгеши Йоханнеса (ок. 10 000—17 000) решили не давать боя и перегруппировались в Эритрею, тогда принадлежавшую Италии. Опасаясь, что они могут отрезать обратный путь, итальянские войска оставили захваченный город и 12 января 1895 года догнали абиссинскую армию в долине Коатит.
Баратьери развернул свою армию. 4-й батальон майора Пьетро Тозелли заняли левое крыло, в центре был 3-й батальон майора Джузеппе Гальяно. Тропы и высоты слева охранялись нерегулярными войсками под командованием Сангинетти и Мулаццани. Позади Гальяно в резерве были 2-й батальон майора Идальго. Артиллерия под командованием капитана ди Колы находилась справа от Тозелли. 5-я рота батальона Идальго заняла обрыв в правом тылу армии, чтобы охранять воду. Через час с четвертью все люди были на позициях, и двинулись на восток с первыми лучами солнца.
Вскоре после 6 утра 13 января начался ожесточенный бой. У итальянцев было менее 4000 человек (почти исключительно аскари), но они были оснащены современным оружием. На рассвете батарея капитана ди Колы открыла огонь шрапнелью с расстояния 1900 метров по вражескому лагерю, затем в атаку двинулась пехота. В начале сражения успех был на стороне итальянских войск. После первоначальной итальянской атаки тиграйцы попытались обойти левый фланг итальянцев, и батальону Гальяно было приказано повернуть на север, при этом он понес тяжелые потери во встречном бою и был полуокружён. Батальон майора Идальго спас ситуацию, придя на помощь, но Баратьери приказал Тозелли и Ильдаго отказаться от их успешной атаки справа и двигаться к городу Коатит. Смена фронта была выполнена успешно, и итальянцы оказались на сильной оборонительной позиции.
С наступлением темноты сражение прекратилось. Эфиопы потеряли около 4500 убитых и раненых против 324 итальянцев и аскари. Результат сражения оказался ничейным, так как итальянские войска застали эфиопов врасплох, но их атака была отбита.
На следующий день эфиопы, узнав о прибытии новых подкреплений противника, начали отступление к городу Сенафа, где в тот же день состоялась новая битва. Она закончилась поражением эфиопов. Много эфиопских военачальников погибло, рас Менгеша едва спасся. Итальянцы захватили весь обоз эфиопов. Это поражение также определило возобновление наступления Баратьери и захват провинции Тыграй в последующие месяцы.